# Renée Richards
Renée Richards (New York, 19 agosto 1934) è un'oculista ed ex tennista statunitense. È stata la prima tennista transessuale della storia.

## Carriera
Nata Richard Raskind, chirurgo oculista, sposato con un figlio, nel 1975, a seguito di un intervento chirurgico, divenne donna. La USTA le negò il permesso di giocare agli US Open, ma una sentenza della Corte Suprema di New York nel 1977 le accordò la partecipazione.
Come Richard Raskind ha partecipato agli U.S. National Championships. In carriera ha raggiunto due finali nel singolare e tre nel doppio. Nei tornei del Grande Slam ha ottenuto il suo miglior risultato raggiungendo la finale di doppio agli US Open nel 1977, in coppia con la connazionale Betty-Ann Grubb.

## Statistiche

### Singolare

#### Finali perse (2)
| No. | Anno              | Torneo                                 | Superficie | Avversaria in finale | Punteggio     |
| 1.  | 11 febbraio 1979  | Avon Championships of Seattle, Seattle | Sintetico  | Chris Evert          | 1-6, 6-3, 3-6 |
| 2.  | 16 settembre 1979 | Pittsburgh Open, Pittsburgh            |            | Sue Barker           | 3-6, 1-6      |

### Doppio

#### Finali perse (3)
| No. | Anno           | Torneo                                         | Superficie | Compagna        | Avversarie in finale            | Punteggio     |
| 1.  | 1977           | US Open, New York                              | Cemento    | Betty-Ann Grubb | Martina Navrátilová Betty Stöve | 1-6, 6-7      |
| 2.  | 7 gennaio 1979 | Avon Championships of Washington, Washington   | Sintetico  | Sharon Walsh    | Mima Jaušovec Virginia Ruzici   | 6-4, 2-6, 4-6 |
| 3.  | 11 marzo 1979  | Avon Championships of Philadelphia, Filadelfia |            | Virginia Wade   | Françoise Dürr Betty Stöve      | 4-6, 2-6      |